# 邵悌
邵 悌（しょう てい、生没年不詳）は、中国三国時代の魏の政治家。字は元伯。本貫は兗州陽平郡。

## 経歴
魏に仕えた。263年、実権を握る司馬昭は蜀征伐を企て、鍾会を大将とした。西曹属であった邵悌は意見していった、「今、鍾会に十余万の軍勢を率いて蜀征伐をさせようとしております。愚考しますに、鍾会は独り身で人質にできる家族がいません。他の者を行かせるに越したことはありません」。司馬昭は笑って答えた、「我がそんなことを知らないと思っているのか。蜀は天下の災いであり、人民は安らかでいることができない。我がこれを伐つのは掌を指すような物だが、皆は蜀を伐つのは不可能ですといっている。怯んで知勇が欠けた者を起用すれば、敵の擒になるだけだ。ただ鍾会だけが私に同意している。今鍾会を蜀に遣わせれば、必ず蜀を滅ぼすことができる。蜀が滅んだ後、卿が憂慮した通りになったとしても、（鍾会は）人々をまとめることはできない。敗軍の将が勇を語れない、亡国の大夫が国を語れないのは心胆が破れているからだ。もし蜀を破れば遺民は恐れおののいて、中国の将兵は家に帰りたがって、どちらも賛同しないだろう。もし悪事を企めば一族皆殺しになるだけだ。卿が心配する必要はないが、誰にもいうなよ」。
蜀漢は別働隊を率いた鄧艾が滅ぼした。しかし鍾会は、鄧艾が叛逆を働いていると告発した。司馬昭は知らせを受けると自ら出兵しようとしたので、邵悌は「鍾会は鄧艾の五・六倍の兵を率いているので、彼に逮捕させれば不足は無いでしょう」といった。司馬昭は答えていった、「卿が前に言ったこと（鍾会は信用できない）をお忘れか。改めて行く必要はないというのか？　だとしてもこのことは誰にもいうなよ。我は人を信義を以て待遇しなければならないと心がけている。ただ他人が我を裏切らないようしているだけではない。我が安易に人を疑ってよい物か（だから疑っていると公言するのはまずい）。近日賈護軍（賈充）が『少しは鍾会を疑っておいでで？』と言ってきたので、『今卿を行かせたら、今度は卿を疑えばいいのか』と答えておいた。賈も我の言葉を安易に考えなかった。我が長安に着く頃には、全ては終わっているだろう」。果たして、鍾会は謀反を起こしたが、既に敗死した後だった。